# Забур (Польща)
Забур (пол. Zabór, нім. Saabor) — село в Польщі, у гміні Забур Зеленогурського повіту Любуського воєводства.
Населення — 1025 осіб (2011).
У 1975-1998 роках село належало до Зеленогурського воєводства.

## Демографія
Демографічна структура станом на 31 березня 2011 року:
|          | Загалом | Допрацездатний вік | Працездатний вік | Постпрацездатний вік |
| -------- | ------- | ------------------ | ---------------- | -------------------- |
| Чоловіки | 492     | 87                 | 368              | 37                   |
| Жінки    | 533     | 89                 | 338              | 106                  |
| Разом    | 1025    | 176                | 706              | 143                  |